# Åke Persson (folkpartist)
Per Åke Arvid Persson, född 15 februari 1930 i Landskrona, är en svensk ingenjör och politiker (folkpartist).
Åke Persson, som är son till en varvsarbetare, arbetade vid Öresundsvarvet i Landskrona 1945–1983, från 1977 som överingenjör. Han var därefter bland annat personalchef vid Ingenjörsvetenskapsakademien 1985–1993.
Han var riksdagsersättare för Fyrstadskretsen en kort period 1979 samt därefter riksdagsledamot 1979–1982. I riksdagen var han bland annat suppleant i finansutskottet 1979–1982. Han var särskilt engagerad i frågor som rörde Skånes utveckling.